# القفل (حرض)

تعديل مصدري - تعديل

القفل هي إحدى قرى عزلة الفج بمديرية حرض التابعة لمحافظة حجة، بلغ تعداد سكانها 535 نسمة حسب تعداد اليمن لعام 2004.